# FESTin 2013
Das FESTin 2013 war die vierte Ausgabe des FESTin-Filmfestivals (offiziell: FESTin – Festival de Cinema Itinerante da Língua Portuguesa, zu deutsch: Wanderndes Filmfestival der portugiesischen Sprache), ein jährliches Filmfestival für Filme des portugiesischen Sprachraums.
Es fand vom 3. bis zum 10. April 2013 im Lissabonner Cinema São Jorge statt, erneut mit Workshops, Gesprächsrunden und Musik zusätzlich zu den Filmvorführungen. In diesem Jahr stand das Kino Angolas im Mittelpunkt, mit einer Kooperation mit dem Festival Internacional de Cinema Luanda (FIC). Eröffnungsfilm war O Grande Kilapy des angolanischen Regisseurs Zezé Gamboa, der anwesend war. Dazu gab es eine Filmreihe zum brasilianischen Film, die traditionelle Filmreihe zur sozialen Inklusion, und eine Ehrung des brasilianischen Filmfestivals von Gramado.
Erstmals wurde der mit 1.200 Euro dotierte Preis der Gemeinschaft der Portugiesischsprachigen Länder (CPLP) vergeben.
Gezeigt wurden 75 Filme aus Angola, Brasilien, Kap Verde, Guinea-Bissau, Mosambik, Portugal und São Tomé und Príncipe, mit erneut großer Präsenz brasilianische Produktionen. Elf Langfilme und 20 Kurzfilme traten im Wettbewerb an, sowohl Spielfilme als auch Dokumentarfilme und Animationsfilme.
Der wandernde Teil des Festivals fand diesmal im brasilianischen Bagé statt, in Kooperation mit dem Festival Internacional de Cinema da Fronteira.

## Preisträger
- Bester Langfilm (Jury: Rosa Helena Volk, Pedro Ramalhoso, João Rosário und Sara Carinhas):
  - A Coleção Invisível (Brasilien, Regie: Bernard Attal)
  - Nennung ehrenhalber: Colegas (Brasilien, Regie: Marcelo Galvão)
- Bester Kurzfilm (Jury: Antónia Pimentel, Tiago Bastos und Zeca Brito):
  - Cowboy (Brasilien, Regie: Tarcísio Lara Puiati)
  - Nennung ehrenhalber: Fernanda Montenegro für ihre Darstellung in A Dama do Estácio
  - Nennung ehrenhalber: Cristóvão Campos für seine Darstellung in Nylon da Minha Aldeia
  - Nennung ehrenhalber: Água Boa, Vida Saudável (São Tomé und Príncipe, Regie: Kalú Mendes)
- Prémio CPLP:
  - Cartas para Angola (Brasilien, Regie: Coraci Ruiz und Júlio Matos)
- Beste Schauspielerin: Leandra Leal für Bonitinha, mas Ordinária (Brasilien, Regie: Moacyr Góes)
- Bester Schauspieler: Lázaro Ramos für O Grande Kilapy (Angola/Portugal/Brasilien, Regie: Zezé Gamboa)
- Publikumspreis:
  - Kurzfilm: O Bebé (Portugal, Regie: Reza Hajipour)[1]